# AIM-97 Seekbat
Die US Air Force initiierte 1972 ein Programm zur Entwicklung einer hochfliegenden Langstrecken-Luft-Luft-Rakete. Die später unter dem Namen AIM-97 Seekbat bekannt gewordene Rakete basierte auf der AGM-78 Standard ARM. Im Gegensatz zu dieser besaß die Seekbat einen größeren Raketenantrieb und der ursprüngliche Radarsuchkopf wurde durch einen Infrarotsuchkopf ersetzt. Schon Ende 1972 begannen unter der Bezeichnung XAIM-97 die ersten Teststarts. Die Entwicklung der Seekbat wurde Anfang 1976 eingestellt.
Die Waffe war vor allem zur Bekämpfung des Abfangjägers Mikojan-Gurewitsch MiG-25 gedacht. Als 1976 den USA eine Maschine dieses Typs durch Desertion eines sowjetischen Piloten in die Hände gefallen war, stellte sich heraus, dass die MiG-25 tatsächlich für kaum noch ein vorhandenes oder in Entwicklung befindliches US-Flugzeug eine Bedrohung darstellte. Insbesondere aufgrund dieser Erkenntnisse wurde die Entwicklung der Rakete eingestellt.